# История почты и почтовых марок Палестинской национальной администрации
Палестинская национальная администрация в 1994 году начала выпуск почтовых марок и осуществление почтовой связи в соответствии с Соглашениями в Осло.

## Почтовая служба
Начиная с 1994—1995 годов, Палестинская национальная администрация (ПНА) создала почтовые отделения по всей территории ПНА, разработала собственные уникальные штемпели и выпустила почтовые марки. В течение первых десяти лет ПНА увеличила число почтовых отделений с 49 до 82 (1994—2004). Она предоставляет широкий спектр почтовых услуг и в 2000 году выпустила первые марочные буклеты.
В 1999 году ПНА и Израиль договорились, что почтовые отправления ПНА могут пересылаться напрямую в Египет и Иорданию. Ранее ПНА заявляла, что Израиль нарушил свои договоренности в отношении почтовой связи, препятствуя пересылке почты в Египет и Иорданию. В случае невозможности доставки почтового отправления, адресованного в арабские страны, оно помечалось отметкой «no service» («нет связи»), потому что не могло быть переслано. Отсутствие возможности пересылки объясняется, видимо, проводимой Израилем политикой и арабским бойкотом. Порой Министерство связи и информационных технологий ПНА выпускало критические доклады о почтовой связи в районах, находящихся под контролем Израиля. В 2002 году министр почты и телекоммуникаций ПНА, Имад Аль-Фалуджи, заявил, что Израиль ликвидировал свои почтовые отделения в Газе.
У ПНА пока нет ни почтовых индексов, ни правил написания адреса, которые помогли бы автоматизировать и повысить качество оказываемых услуг. Реализация проекта по разработке такой системы началась в 2010 году с опубликованием предварительных индексов и карты в январе 2011 года.

## Признание почтовой администрации ПНА
ПНА уполномочена руководить почтовыми операциями, выпускать почтовые марки и цельные вещи, а также устанавливать тарифы в рамках договоров, подписанных между Израилем и ПНА после Соглашений в Осло. Эти договоры особо регламентируют надпись, которая может использоваться на выпускаемых почтовых марках, указывая, что они «должны включать только термины „the Palestinian Council“ („Палестинский совет“) или „the Palestinian Authority“ („Палестинская администрация“)».
У первых почтовых марок ПНА, напечатанных в немецкой государственной типографии Bundesdruckerei Berlin, номиналы были указаны в милсах (которые были денежной единицей британского мандата в Палестине в период с 1927 года по 1948 год). Израиль выразил по этому поводу протест, и на всех первых марках, выпущенных в 1994 году, была сделана надпечатка номинала в филсах (1/1000 часть Иорданского динара), как показано на почтовом блоке на иллюстрации. Палестинская газета «Джерузалем Таймс» поведала историю ошибки с милсами на почтовых марках.
Вначале почтовые марки ПНА были признаны только арабскими странами, по словам министра почты и телекоммуникаций ПНА.
Израиль одобрил почтовый сбор ПНА после споров в отношении обозначения валюты в ноябре 1995 года. Прямое почтовое сообщение с Иорданией, по сведениям, возобновились в 2007 году.
Доставка почтовых отправлений между ПНА и зарубежными государствами осуществляются на основании коммерческих соглашений с Египтом, Израилем и Иорданией. Всемирный Почтовый Союз и входящие в него государства, как правило, не признают почтовых марок, выпущенных субъектами, которые не обрели полную независимость, такими как территории, контролируемые в секторе Газа и на Западном берегу ПНА. Действительно, в её соглашении с Израилем (статья 29) говорится, что отсутствие членства ПНА во Всемирном почтовом союзе не изменится, а также что ПНА не будет пытаться изменить свой статус. ВПС и ПНА действительно поддерживают отношения (см. рисунок). Тем не менее, стало ясно, что выпущенные ПНА почтовые марки используются для почтовой связи на территории Палестины и для международной почтовой связи. Согласно газете «Нью-Йорк Таймс», сомнения филателистов были устранены включением ПНА в филателистические каталоги. Соответственно, коллекционеры изучают не только почтовые марки, но и такие материалы как палестинские почтовые штемпеля и почтовые тарифы.
Помимо своей роли в осуществлении почтовой связи, израильские почтовые отделения сыграли важную роль в политической жизни палестинцев в Восточном Иерусалиме. В 1996 году и в 2006 году израильские почтовые отделения в Восточном Иерусалиме использовались в качестве избирательных участков на выборах в Палестине.

### Обстановка после 2009 года
Из-за политического раскола между Западным берегом реки Иордан, контролируемом ФАТХ, и сектором Газа, контролируемым ХАМАС, произошедшим в 2009 году, имеются две отдельных почтовых администрации: Министерство связи и информационных технологий в секторе Газа и Палестинская почта Палестинского министерства связи и ИТ в Рамаллахе/Аль-Бире. Обе выпускают почтовые марки для соответствующих территорий, хотя для международного сообщения годятся только почтовые марки ПНА, выпущенные на Западном береге реки Иордан.

## Государство Палестина
9 января 2013 года, после повышения статуса палестинской миссии ООП в ООН до статуса государства-наблюдателя (29 ноября 2012 года), палестинской почтовой службой была эмитирована первая почтовая марка с надписью англ. «State of Palestine» («Государство Палестина»).

## Выпуски почтовых марок
Издательство «Скотт» начало включать выпущенные ПНА почтовые марки в свой каталог почтовых марок мира в 1999 году. Первоначально в каталог вошли 77 марок, эмитированных в период с 1994 года по июль 1997 года и появившихся в июльском номере выпускаемого компанией для коллекционеров журнала «Скотт Стэмп Мансли» (Scott Stamp Monthly).
В 1994 году на почтовых марках ПНА были изображены палестинский флаг, архитектура, а почтовый блок и памятная марка были посвящены Газа-Иерихонскому договору. Также она выпустила серию из шести служебных марок.
В 1995 году из-за давления со стороны Израиля марки 1994 года были перевыпущены с надпечаткой номинала в филсах, см., например, на рисунке почтовый блок «Сектор Газа-Иерихон».
Почтовые марки ПНА были посвящены различным известным людям: Ясиру Арафату (1996), побывавшему с визитом Иоанну Павлу II (1996), немецкому политику Хансу-Юргену Вишневски (Hans-Jürgen Wischnewski, 1997), матери Терезе (1997), президенту США Биллу Клинтону, подписавшему Меморандум Уай-Ривер, президенту Франции Жаку Шираку, художнику Ибрагиму Хазимеху (Ibrahim Hazimeh), четыре работы которого представлены на почтовом блоке (2001).
ПНА также отметило почтовым блоком годовщину ЛАГ, блоками с гаттером с ландшафтными фотографиями филателистические выставки (1996), серией и почтовым блоком Олимпийские игры в Атланте 1996 года, возвращение Гонконга Китаю (1997), первые выборы в ПНА (почтовый блок 1996 года), открытие аэропорта Газы, принятие ПНА в Организацию Объединённых Наций (1998). ПНА выпустила три почтовые марки с изображением почтовых марок периода британского мандата.
ПНА также выпускает ежегодные рождественские марки, такие как серия с изображением Рождества на почтовом блоке (1996).
Тематика почтовых марок ПНА: две серии, посвящённые палестинской национальной одежде (1997, 2002), местные растения (1996), птицы, фотографии XIX века Газы и Хеврона, хананейский бог Ваал, мозаика византийской эпохи, бабочки, лошади, сказки тысячи и одной ночи, дирижабль LZ-127 «Граф Цеппелин», кактусы (2003), палестинские университеты, народное искусство (2003). Наряду с тематикой местной природы выпускались почтовые марки совместно с Всемирным фондом дикой природы (2001).
ПНА не эмитировала никаких новых почтовых марок в 2004 году и в 2007 году. В 2008 году вышла серия из четырёх марок, посвящённая памяти умершего поэта Махмуда Дарвиша.

### Подделки
Ряд поддельных марок ПНА продавался, например, на интернет-аукционе eBay. Эти спекулятивные марки включают серию, посвящённую гроссмейстерам Гарри Каспарову и Анатолию Карпову, а также Иоанну Павлу II (см. иллюстрацию). Подлинная выпущенная ПНА почтовая марка, посвящённая Папе Римскому показана выше слева.

### Филателистическое бюро
Вначале вся продажа филателистических материалов осуществлялась на главпочтамте в городе Газа, но после политического раскола между контролируемым ФАТХ Западным берегом и контролируемым Хамас сектором Газа в 2009 году имеется два офиса продажи коллекционерам марок, конвертов первого дня и т. д., выпускаемых соответствующими организациями:
- Министерство связи и информационных технологий (Сектор Газа): главпочтамт, Омер Аль-Мухтар, город Газа (General Post Office, Omer al-Mukhtar, Gaza City)[23][24].
- Почта Палестины (Западный берег): почтовое отделение Аль-Бира (Post Office al-Bireh)[25].